# Gheorghe Grozav
Gheorghe Teodor Grozav (n. 29 septembrie 1990, Alba Iulia, Alba, România) este un fotbalist român, care joacă pe post de atacant la Petrolul în SuperLiga României. Pe plan internațional, are prezențe la națională pentru România Sub-21 și România.
În sezonul 2022-23 a jucat la clubul român FC Petrolul, participând la 38 de meciuri și marcând 10 goluri pentru aceștia în Superliga României

## Cariera de jucător

### Unirea Alba Iulia
Grozav și-a început cariera în clubul din orașul său natal, Unirea Alba Iulia, jucând primul său meci, în Liga a II-a 2007-2008. În vara anului 2009, după doi ani, în eșalonul secund, Grozav a vrut să plece la Standard Liège ca jucător liber de contract, dar a fost obligat de către UEFA să semneze încă un contract de trei ani cu clubul pentru care a evoluat ca junior.
Pe 1 septembrie 2009, și-a făcut debutul în Liga I, într-un meci câștigat 1-0 cu FC Brașov.

### Standard Liège
În 2010, Grozav a plecat în Belgia, la Standard Liège, fiind cumpărat de la Unirea Alba Iulia, care a primit 15% din drepturile jucătorului pentru un eventual transfer. A câștigat Cupa Belgiei și titlul de vicecampion al Belgiei pentru acest club, deși a avut un număr relativ mic de prezențe în tricoul clubului belgian, fiind titularizat în 15 meciuri, din care nu a marcat nici un gol.
În 2011, s-a întors în România, când Standard Liège l-a împrumutat pe Grozav la Universitatea Cluj. Acolo a stat un sezon, ajutându-și echipa să termine pe locul 8 în campionat.

### Petrolul Ploiești
În 2012, Grozav a semnat un contract pe trei ani cu Petrolul Ploiești, cu care a câștigat Cupa României în 2013. Totodată, a debutat în Europa League pentru Petrolul, fiind titularizat în 5 partide din cele 6 jucate de ploieșteni în cupele europene sezonul respectiv. Grozav s reușit pe 8 august 2013 să marcheze un gol decisiv din lovitură liberă de la 18 m în minutul 95, în meciul retur împotriva Vitesse Arnhem care s-a terminat 1-2, aducând prima calificare istorică a clubului prahovean în play-offul Europa League, la revenirea în cupele europene. A marcat apoi singurul gol al Petrolului în înfrângerea de 5-1 suferită contra echipei galeze Swansea, în meciul tur din play-offul Europa League.

### Terek Groznîi
La sfârșitul aventurii europene a Petrolului, Grozav a plecat în Rusia, semnând un contract cu Terek Groznîi, care a oferit 2,1 de milioane de euro pentru transferul său.
Pe 2 februarie 2015, acesta a revenit în România pentru un sezon, fiind împrumutat la Dinamo București.

### Karabükspor
La data de 27 iulie 2017, Gheorghe Grozav a semnat un contract pe trei ani cu formația turcă Kardemir Karabükspor. Pe 19 august, a debutat în campionat și a marcat în victoria 3-1 cu Istanbul Bașakșehir.

## Cariera internațională
În 2009, Grozav a fost convocat la naționala României U21 de selecționerul de tineret Emil Săndoi, fiind primul fotbalist din Liga a II-a care a fost convocat. A jucat timp de 2 ani la naționala de tineret, timp în care a jucat în 5 meciuri și a marcat un gol. Pe 30 mai 2012, a debutat pentru naționala mare în meciul amical cu Elveția, marcând golul câștigător, acesta fiind primul gol marcat de un jucător născut după Revoluția Română din 1989. Pe 12 octombrie 2012, a marcat singurul gol în meciul România-Turcia, terminat 1-0.

### Goluri internaționale
| # | Data              | Orașul                                                   | Adversarul | Scor după gol | Rezultat final | Competiția                                |
| - | ----------------- | -------------------------------------------------------- | ---------- | ------------- | -------------- | ----------------------------------------- |
| 1 | 30 mai 2012       | Swissporarena, Lucerna, Elveția                          | Elveția    | 1–0           | 1–0            | Amical                                    |
| 2 | 15 august 2012    | Stadion Stožice, Ljubljana, Slovenia                     | Slovenia   | 3–4           | 3–4            | Amical                                    |
| 3 | 12 octombrie 2012 | Stadionul Șükrü Saracoğlu, Istanbul, Turcia              | Turcia     | 0–1           | 0–1            | Preliminariile Campionatului Mondial 2014 |
| 4 | 9 noiembrie 2017  | Stadionul Dr. Constantin Rădulescu, Cluj-Napoca, România | Turcia     | 1–0           | 2–0            | Amical                                    |
| 5 | 9 noiembrie 2017  | Stadionul Dr. Constantin Rădulescu, Cluj-Napoca, România | Turcia     | 2–0           | 2–0            | Amical                                    |

## Viața personală
În 2022, Gheorghe Grozav s-a căsătorit cu handbalista Sorina Tîrcă.

## Palmares

### Club
Standard Liège
- Cupa Belgiei: 2010–11

Petrolul Ploiești
- Cupa României: 2012–13

## Statistici
La 7 mai 2017.
| Club                        | Sezon         | Campionat | Campionat | Cupă    | Cupă   | Europa  | Europa | Total   | Total  |
| Club                        | Sezon         | Meciuri   | Goluri    | Meciuri | Goluri | Meciuri | Goluri | Meciuri | Goluri |
| --------------------------- | ------------- | --------- | --------- | ------- | ------ | ------- | ------ | ------- | ------ |
| Unirea Alba Iulia           |               |           |           |         |        |         |        |         |        |
| 2007–08                     | 15            | 6         | 0         | 0       | 0      | 0       | 15     | 6       |        |
| 2008–09                     | 31            | 6         | 0         | 0       | 0      | 0       | 31     | 6       |        |
| 2009–10                     | 16            | 2         | 0         | 0       | 0      | 0       | 16     | 2       |        |
| Total                       | Total         | 61        | 14        | 0       | 0      | 0       | 0      | 61      | 14     |
| Standard Liège              |               |           |           |         |        |         |        |         |        |
| 2009–10                     | 5             | 0         | 0         | 0       | 1      | 0       | 6      | 0       |        |
| 2010–11                     | 10            | 0         | 0         | 0       | 0      | 0       | 10     | 0       |        |
| Total                       | Total         | 15        | 0         | 0       | 0      | 1       | 0      | 16      | 0      |
| Universitatea Cluj          |               |           |           |         |        |         |        |         |        |
| 2011–12                     | 24            | 6         | 1         | 0       | 0      | 0       | 25     | 6       |        |
| Total                       | Total         | 24        | 6         | 1       | 0      | 0       | 0      | 25      | 6      |
| Petrolul Ploiești           |               |           |           |         |        |         |        |         |        |
| 2012–13                     | 31            | 9         | 4         | 0       | 0      | 0       | 35     | 9       |        |
| 2013–14                     | 5             | 7         | 1         | 1       | 5      | 10      | 11     | 18      |        |
| Total                       | Total         | 36        | 10        | 5       | 0      | 5       | 6      | 45      | 16     |
| Terek Groznîi               |               |           |           |         |        |         |        |         |        |
| 2013–14                     | 7             | 0         | 3         | 1       | 0      | 0       | 10     | 1       |        |
| 2014–15                     | 0             | 0         | 0         | 0       | 0      | 0       | 0      | 0       |        |
| 2015–16                     | 18            | 2         | 3         | 0       | 0      | 0       | 21     | 2       |        |
| 2016–17                     | 21            | 5         | 2         | 0       | 0      | 0       | 23     | 5       |        |
| Total                       | Total         | 46        | 7         | 8       | 1      | 0       | 0      | 54      | 8      |
| Dinamo București (împrumut) | 2014–15       | 11        | 3         | 2       | 1      | 0       | 0      | 13      | 4      |
| Total Carieră               | Total Carieră | 193       | 40        | 19      | 3      | 6       | 6      | 218     | 49     |